# Cassata di Oplontis (dolce)
La Cassata di Oplontis è un dolce campano, in particolare della zona di Torre Annunziata.
Il dolce si ispira alla Cassata di Oplontis, un affresco rinvenuto nel triclinio orientale della villa attribuita a Poppea, negli scavi archeologici di Oplonti, in cui è raffigurata una torta molto simile alla cassata siciliana, poggiata in un vassoio d'argento.

Negli anni si è diffusa la leggenda metropolitana del ritrovamento all'interno degli scavi, di un papiro riportante la ricetta del dolce dell'affresco, ma in realtà non esiste neanche negli antichi ricettari.

Basandosi sull'immagine dell'affresco e seguendo i dettami della pasticceria antica riportati nel De re coquinaria di Marco Gavio Apicio, si è cercato di ricrearne la ricetta, in cui i principali ingredienti sono miele, ricotta, noci, pinoli, datteri, uva sultanina, albicocche, prugne secche e farina di mandorle.

Tra le varie iniziative delle associazioni culturali di Torre Annunziata, per la valorizzazione del sito archeologico di Oplontis e la promozione turistica, storica e culturale del territorio, a visitatori e turisti viene proposta anche la degustazione della cassata di Oplontis, che spesso la si ritrova anche nei menù che si rifanno alla cucina dell'antica Roma.